# Abalak (département)
Le département d'Abalak est un département du Niger situé à l'est de la région de Tahoua. 

## Géographie

### Administration
Abalak est un département de la région de Tahoua.

Son chef-lieu est Abalak.
Son territoire se décompose en :
- Communes urbaines : Abalak.
- Communes rurales : Akoubounou, Azèye, Tabalak, Tamaya[2].

| Code INS | Commune    | Superficie (km²) | Population (2012) | Localités |
| -------- | ---------- | ---------------- | ----------------- | --------- |
| 50101    | Abalak     | 6 877            | 74 719            | 246       |
| 50102    | Akoubounou | 1 647            | 47 961            | 111       |
| 50103    | Azèye      | 2 242            | 60 145            | 134       |
| 50104    | Tabalak    | 913,8            | 42 520            | 62        |
| 50105    | Tamaya     | 2 282            | 30 956            | 141       |

### Situation
Le département d'Abalak est entouré par :
- au nord-est : la région d'Agadez (département de Tchirozérine),
- à l'est : la région de Maradi (département de Dakoro),
- au sud : le département de Kéita,
- à l'ouest : les départements de Tahoua et de Tchintabaraden.

## Population
La population est estimée à 112 273 habitants en 2011.